# Virtua Racing
Virtua Racing o también llamado V.R. , es un videojuego arcade de Fórmula 1 que salió en recreativas en octubre de 1992, desarrollado por Sega-AM2 para su nueva placa "Model 1". Es el tercer juego de coches en usar entornos, personajes y automóviles totalmente poligonales (el primero fue Winning Run de 1988). Virtua Racing también introdujo algo novedoso para aquel año, el "V.R. View System", que permitía al jugador elegir entre cuatro vistas diferentes (cenital, a media altura, detrás del coche y en primera persona). Este sistema también se usó en otros juegos de Sega como Daytona USA.
Virtua Racing fue la primera recreativa que usó la relación de aspecto 16:9.

## Virtua Formula
En 1993 salió una nueva versión de Virtua Racing, llamada Virtua Formula. Salió por primera vez en el segundo parque temático de Sega Joypolis, donde en una sola sala había 32 máquinas para este juego. El número de jugadores simultáneos pasó de 2 a 8, puestas cada una al lado de la otra. En este caso se cambió la relación de aspecto a los 4:3.

## Versiones de consola
La placa Sega Model 1 era muy potente en comparación a las demás placas arcade que había en 1992, así que no fue hasta 1994 cuando se pudo hacer la conversión a consola. Primero lo hizo en Mega Drive, una conversión bastante buena de la recreativa, incorporando en el cartucho un chip gráfico denominado Sega Virtua Processor o SVP, que conseguía que en los 16 bits de Mega Drive se pudieran mostrar entornos completamente poligonales, algo nunca visto en esta consola. El precio del juego (debido al coste del chip), era más que cualquier otro de la época, unas 12.000 pesetas (72€ aproximadamente).
Luego salió, en 1994 también, la versión para 32X, llamada Virtua Racing Deluxe, el cual era más parecido a la recreativa, y con cosas nuevas, como 3 tipos de coches a elegir (el conocido F1, el Stock y el Prototype), y 5 circuitos (en vez de 3). 
Más tarde, en 1996, salió otra versión para la consola Sega Saturn, con más opciones adicionales, pero no tuvo tanta repercusión como la versión de 32X, y mucho menos como la de Mega Drive.
En 2005 en Europa, salió a la venta "Sega Classics Collection", un recopilatorio de juegos para PlayStation 2, el cual incluía una adaptación del juego junto con otros clásicos de Sega como pueden ser Golden Axe u Out Run.
En 2019, SEGA lanzó una versión emulada y mejorada de Virtua Racing para Nintendo Switch a través de la línea de juegos SEGA Ages añadiendo modo multijugador local para hasta 8 jugadores y modo en línea para 2 jugadores.